# رافائل بیانکولینو
رافائل بیانکولینو (انگلیسی: Raffaele Biancolino؛ زادهٔ ۱۴ اوت ۱۹۷۷) بازیکن فوتبال اهل ایتالیا است.
از باشگاه‌هایی که در آن بازی کرده‌است می‌توان به باشگاه فوتبال کوزنتسا کالچو، باشگاه فوتبال مسینا، باشگاه فوتبال آنکونا، باشگاه فوتبال سالرنیتانا، باشگاه فوتبال ونتزیا، باشگاه فوتبال یووه استابیا، و باشگاه فوتبال آولینو اشاره کرد.